# Ana Never
Ana Never je subotički post-rok sastav koji je nastao 2002. godine.
Prvu postavu činili su Srđan Terzin (gitara, bas gitara), Dejan Topić (gitara) i Goran Grubišić (bubanj), koji su prijatelji još od detinjstva. Godinu dana nakon osnivanja sastavu se pridružuje Ivana Primorac (bas gitara) i ubrzo nakon nje treći gitarista Ivan Čkonjević, čime se zvuk benda iskristalisao.
U to vreme je sastav radio muziku za pozorišni komad „Dnevnik morfiniste“ Čata Geze, u režiji njihovog prijatelja Branislava Filipovića, koji se povremeno može smatrati članom benda, kao vizuelizator.
Uz pomoć prijatelja, sastav je uspeo da snimi svoj prvi album 2005. godine pod nazivom Ana Never. Album je izdat 1. aprila 2006. u izdavačkoj kući „Fokus“ iz Subotice. Ubrzo nakon toga Ivana Primorac se seli iz grada i napušta bend. Goran Grubišić je poznat i pod pseudonimom Wooden Ambulence, a Ivan Čkonjević je član kolektiva Belgrade Noise Society.

## Diskografija

### Studijski album
- Ana Never (2006)
- Small Years (2012)

### Kompilacija
- Laku noć deco - sever severozapad 2 (2006)

## Spoljašnje veze
- Ana Never na sajtu
- Ana Never na sajtu
- Ana Never na sajtu
- Recenzija na sajtu Plastelin